# Pidonia densicollis
Pidonia densicollis är en skalbaggsart som först beskrevs av Thomas Casey 1914.  Pidonia densicollis ingår i släktet Pidonia och familjen långhorningar. Inga underarter finns listade i Catalogue of Life.